# Valentino Alfano
Valentino Tiziano Alfano (Carini, 1960) è un paroliere, compositore e cantautore italiano.
Ha scritto molte canzoni per Mina, tra cui il successo del 1983 Devi dirmi di sì. Un'altra sua canzone, È Natale, incisa da Mina nel 1988, è stata incisa da Irene Grandi per il suo album del 2008 Canzoni per Natale.

## Biografia
A diciott'anni, tramite un amico, conobbe Massimiliano Pani, a cui fece ascoltare alcune sue canzoni: due di queste, Sensazioni e Il vento, vennero scelte da Mina, che le incise nell'album Attila nel 1979.
La collaborazione continua negli anni successivi; due suoi brani sono pubblicati come singoli, Oggi è nero nel 1982 e Devi dirmi di sì nel 1983.
Una sua canzone, Sei o non sei, contenuta nell'album Bula Bula del 2005, è stata incisa da Mina in spagnolo con il titolo No sé si eres tu e il testo di Mila Ortiz, e inserita nell'album Todavía del 2007.
Il 20 gennaio 2015 debutta come cantautore con l'album 2 foto, pubblicato dalla GPC, che contiene anche tre sue reinterpretazioni di brani già incisi da Mina.